# Райкем, Жан-Жозеф
Жан-Жозеф Райкем (фр. Jean-Joseph Raikem; 28 апреля 1787, Льеж — 24 января 1875, там же) — бельгийский государственный и политический деятель, юрист, министр юстиции Бельгии (1831—1832 и 1839—1840), президент Национального конгресса Бельгии (1832—1839 и 1842—1843), историк.

## Биография
Изучал право в Императорском университете Франции.
Служил адвокатом в Льеже во время существования Объединённого королевства Нидерландов, приобрёл политическое влияние. Политик католического толка, член католической партии.
Во время бельгийской революции 1830 года был членом комиссии по составлению проекта конституции, членом национального конгресса, министром юстиции, потом президентом конгресса, депутатом Палаты представителей Бельгии.
В 1848 году оставил политику и работал прокурором в суде Льежа до июля 1867 года. После выхода на пенсию вошёл в коллегию адвокатов Льежа и в 1868 году был избран её президентом.

## Награды
- Орден Леопольда I
- орден Почётного легиона.

## Избранные труды
- Discours prononcés à l’audience de rentrée de la Cour de 1833 à 1866 par le procureur général J. J. Raikem.
- Rapport sur l’organisation judiciaire, par J. J. Raikem, ministre de la Justice, Brussel, 1831.,
- Coutumes du pays de Liège, Luik, vol I, 1870; Vol. II, 1873; Vol. III 1884.
- Quelques événements du temps de Notger, Liège, 1870.